# 마탄고
마탄고(マタンゴ, Matango)는 일본에서 제작된 혼다 이시로 감독의 1963년 판타지, 공포, SF, 드라마, 스릴러 영화이다. 쿠보 아키라 등이 주연으로 출연하였고 타나카 토모유키 등이 제작에 참여하였다.

## 출연

### 주연
- 쿠보 아키라
- 쿠미 미즈노

### 조연
- 코이즈미 히로시
- 사하라 켄지
- 타치카와 히로시
- 츠키야 요시오
- 야시로 미키
- 아마모토 에이세이
- 쿠마가이 타쿠조
- 쿠사마 아키오
- 오카 유타카
- 야마다 케이스케
- 히가타 카즈오
- 테즈카 카츠미
- 나카지마 하루오
- 오카와 토키오
- 오루키 코지
- 시노하라 마사키
- 카시마 쿠니요시
- 이하라 토쿠
- 하야시 미츠코
- 이치만지 타주에
- 아키츠 히로시
- 아마미 류타로
- 이케타니 사부로
- 카츠베 요시오
- 테드 루소프
- 시부야 히데오

## 제작진
- 각색: 호시 신이치
- 각색: 후쿠시마 마사미
- 미술: 이쿠노 시게카즈
- 의상: 코마츠자키 시게루